# Покощево
Покощево (укр. Покощеве) — село на Украине, находится в Емильчинском районе Житомирской области.
Код КОАТУУ — 1821786403. Население по переписи 2001 года составляет 153 человека. Почтовый индекс — 11231. Телефонный код — 4149. Занимает площадь 1,248 км².

## Адрес местного совета
11231, Житомирская область, Емильчинский р-н, с. Середы, ул.Емильчинская, 3б